# Bleptina orphiusoides
Bleptina orphiusoides är en fjärilsart som beskrevs av Heinrich Benno Möschler 1886. Bleptina orphiusoides ingår i släktet Bleptina och familjen nattflyn. Inga underarter finns listade i Catalogue of Life.